# Rachel McCleary
Rachel Mary McCleary (* 29. September 1953) ist eine US-amerikanische Wirtschaftsphilosophin, Politologin und Hochschullehrerin.

## Werdegang, Forschung und Lehre
McCleary studierte zunächst Linguistik und Spanisch an der Indiana University, die sie 1974 als Bachelor of Arts in Richtung Emory University verließ. Dort schloss sie 1978 ein Theologiestudium als Master of Arts ab. 1986 graduierte sie an der University of Chicago als Ph.D. in politischer Theorie und Moralphilosophie.
Ihren ersten Lehrauftrag nahm McCleary ab 1986 als Gastdozentin an der Georgetown University wahr. 1989 wechselte sie als Lecturer an die Politikfakultät der Princeton University. 1992 ging sie als Program Officer ans United States Institute of Peace, ehe sie 1994 zu Forschungszwecken an die Universidad Rafael Landívar wechselte. Ein Jahr später kehrte sie an die Georgetown University zurück. Später ging sie an die Johns Hopkins University. 2001 folgte sie einem Ruf der Harvard University. Dort war sie bis 2007 Direktorin des Weatherhead Center for International Affairs.
McClearys Arbeitsschwerpunkt liegt im Erforschen des Einflusses der Religion auf die Ökonomie. Hierzu arbeitet sie interdisziplinär in den Bereichen Wirtschaftswissenschaft, Soziologie und Politikwissenschaft. Dabei analysiert sie insbesondere den Zusammenhang zwischen Religion und Wirtschaftswachstum, politischer Stabilität sowie Produktivität. Ein Forschungsschwerpunkt ist seit Beginn der 1990er Jahre Guatemala. 1994 war sie als Fulbright Research Scholar in dem mittelamerikanischen Land, später beauftragte sie die Regierung des Staates mit der Betreuung von Projekten der Interamerikanischen Entwicklungsbank. In den 2000er Jahren arbeitete sie häufig mit Robert J. Barro zusammen.

## Werke
Die folgende Auflistung gibt von McCleary veröffentlichter Bücher wieder, zudem hat sie zahlreiche Zeitschriftenartikel und Arbeitspapiere verfasst.
- Seeking Justice: Ethics and International Affairs, 1992
- Dictating Democracy: Guatemala and the End of Violent Revolution, 1999
- Global Compassion: Private Voluntary Organizations and U.S. Foreign Policy since 1939, 2009
- Oxford Handbook of the Economics of Religion, 2010